# Josef Strauss
Josef Strauss (alemany: Josef Strauß) (Viena, 20 d'agost de 1827 - Viena, 22 de juliol de 1870) fou un compositor austríac.

## Biografia
Era fill de Johann Strauss I i germà de Johann Strauss II i Eduard Strauss. Els seus èxits acadèmics a edat primerenca no apuntaven al fet que acabés dedicant-se a la composició. No obstant això, el fet que son pare haguera somniat per a ell una carrera militar no va evitar que estudiara teoria musical amb Franz Dolleschal i violí amb Franz Anton. Va graduar-se com a enginyer i treballà per a l'ajuntament de Viena com a enginyer i dissenyador. Va dissenyar una màquina escombradora de carrers tirada per cavalls i va publicar dos llibres de text sobre temes matemàtics.
Es va unir a l'orquestra familiar en la dècada del 1850. La seua primera obra publicada va ser "Die Ersten und Letzten" (La primera i l'última). Això suggereix que es resistia a substituir el seu germà Johann Strauss II, quan aquest es va posar malalt greu l'any 1853. No obstant això, els amants dels valsos van apreciar aquesta primera obra, i Josef va decidir continuar la tradició familiar de composició de música de ball. Era conegut com a 'Pepi' per la seua família i amics, i una vegada Johann va dir d'ell: "Pepi és qui té més talent de tots dos, jo només sóc el més popular..."
Es va casar amb Caroline Pruckmayer a l'església de St Johann Nepomuk, a Viena, el 8 de juny de 1857, i va tenir una filla, Karoline Anna, nascuda al març de 1858.
Mai va gaudir de bona salut, i durant una gira per Polònia, l'any 1870, es va desmaiar mentre ocupava el podi i dirigia el seu Popurri musical. La seua angoixada muller se'l va endur a sa casa de Viena, la 'Hirschenhaus', i ací va ser on va morir el 22 de juliol de 1870. Es va diagnosticar descomposició de la sang, però hi va haver rumors que havia estat colpejat per soldats russos en haver-se negat interpretar la seua música per a ells. Finalment la causa de la seua mort no es va poder determinar perquè la seua muller no va permetre que li feren l'autòpsia. Inicialment va ser enterrat al Cementiri de St. Marx, però després seria exhumat i reenterrat al Cementeri Central de Viena, en companyia de sa mare Anna.
Va escriure 283 obres amb número d'opus, moltes de les quals el revelen com a compositor de talent destacable. Va escriure molts valsos, gran part dels quals encara romanen en el repertori clàssic: Sphären-Klänge (Música de les esferes), Delirien (Deliris), Transaktionen (Transaccions), Mein Lebenslauf ist Lieb' und Lust (El meu rol és amor i plaer) i Dorfschwalben aus Österreich (Orenetes d'Àustria), polques (la més famosa entre elles és la Pizzicato Polka que va compondre amb el seu germà Johann II), quadrilles i altres peces de ball. Les seues obres tendeixen a ser de caràcter més seriós que les dels seus germans. Un exemple és el vals "Els misteriosos poders del magnetisme (Dynamiden)" en el qual l'ús de claus menors li confereixen un caràcter gairebé malenconiós. Aquest caràcter sempre permet distingir els seus valsos dels del seu germà major.
Però probablement on millor va deixar la seua empremta va ser en la polca-masursa, de la qual va deixar exemples com ara Die Emancipierte o Die Libelle. La seua impressionant producció de peces de dansa hauria superat la del seu germà si no haguera mort, atés que Johann s'havia concentrat en la composició d'operetes i altres obres per al teatre.

## Obres
Llista no exhaustiva:
- Die Ersten und Letzten ('La primera i l'última') vals op. 1 (1853)
- Die Ersten nach den Letzten ('La primera després de l'última') vals op. 12 (1854)
- Die Guten, Alten Zeiten ('Els bons vells temps') vals op. 26 (1856)
- Perlen der Liebe ('Perles d'amor') vals de concert op. 39 (1857)
- Moulinet polca-masurca op. 57 (1858)
- Sympathie ('Simpatia') polca-masurca op. 73 (1859)
- Lustschwärmer ('Qui cerca el plaer') vals op. 91 (1860)
- Wiener Bonmots ('Bon-mots vienesos') vals op. 108 (1861)
- Winterlust ('Plaer d'hivern') polca op. 121 (1862)
- Auf Ferienreisen! ('De viatge de vacances!') polca op. 133 (1863)
- Die Schwätzerin ('La cotorra') polca-masurca op. 144 (1863)
- Wiener Couplets ('Cobles vieneses') vals op. 150 (1863)
- Dorfschwalben aus Österreich ('Orenetes d'Àustria') vals op. 164 (1864)
- Frauenherz ('Un cor femení') polca-masurca op. 166 (1864)
- Sport-Polka op. 170 (1864)
- Geheimne Anziehungskräfte (Dynamiden) ('Els misteriosos poders del magnetisme') vals op. 173 (1865)
- Stiefmütterchen ('Pensaments') polca-masurca op. 183 (1865)
- Transaktionen ('Transaccions') vals op. 184 (1865)
- Die Marketenderin ('El cantiner') polca op. 202 (1866)
- Die Libelle ('La libèl·lula') polca-masurca op. 204 (1866)
- Delirien ('Deliris') vals op. 212 (1867)
- Sphären-Klänge ('Música de les esferes') op. 235 (1868)
- Eingesendet ('Cartes a l'editor') polca op. 240 (1868)
- Plappermäulchen polca op. 245 (1868)
- Aquarellen ('Aquarel·les') vals op. 258 (1869)
- Eislauf ('Patinatge sobre gel') polca op. 261 (1869)
- Mein Lebenslauf Ist Lieb' Und Lust! ('El meu rol és amor i plaer') vals op. 263 (1869)
- Die Tanzende Muse ('La musa del ball') polca-masurca op. 266 (1869)
- Feuerfest! ('A prova de foc!') polca op. 269 (1869)
- Ohne Sorgen! ('No cal preocupar-se!') polca op. 271 (1869)
- Nilfluthen ('Aigües del Nil') vals op. 275 (1870)
- Jokey ('Jockey') polca op. 278 (1870)
- Die Emancipierte ('La dona emancipada') polca-masurca op. 282 (1870)

## Obres en companyia dels seus germans
- Hinter den Coulissen quadrille (Darrere d'escena) (amb Johann Strauss II) (1859)
- Monstre quadrille (amb Johann Strauss II) (1861)
- Pizzicato-Polka (amb Johann Strauss II) (1869)
- Trifoilen waltz, (amb Johann II i Eduard Strauss) (1865)
- Schützen quadrille, ('Franctirador') (amb Johann II i Eduard Strauss) (1866)